# 사어
사어(死語)란 더 이상 모국어로서 사용하는 사람이 없는 언어 또는 특정 언어 내에서 과거에는 쓰였으나 현재에는 쓰이지 않는 단어를 의미한다.

## 개요
엄밀하게 말하면, 사어를 "구어로서의 사어와 "문어(문장어)로서의 사어", 그리고 "완전한 사어"의 3가지로 나눌 수 있다.
일단 사어가 된 언어를 다시 살리는 것은 매우 어렵다. 역사상 히브리어에서만이 성공한 사례이다. 히브리어는 기원전 1세기경에 이미 구어로서 사어가 되어 문어로서 학자 및 성직자 등의 교육받은 유대인들에 의해 사용되었다. 그러다가 20세기 초 엘리제르 벤 예후다에 의해 고전 히브리어를 바탕으로 재구성된 현대 히브리어를 자신의 아들에게 가르치며 모국어로 재생되었다. 현대 히브리어는 오늘날 이스라엘의 공용어이다. 제2언어로 부활한 경우는 맹크스어와 콘월어 등이 있다.
그러나 표음 문자로 기록되어 있지 않으면 원래 발음을 복원 할 수 없으므로, 표어문자인 한자로 기록된 고대 중국어와 같은 경우 구어로서의 부활이 사실상 곤란하다.

## 사어가 된 언어
일반적으로 이러한 현상은 한 언어가 다른 언어에 의해 대체되면서 일어나는데 아랍어에 의해 대체된 콥트어나 영어, 프랑스어, 스페인어, 포르투갈어에 의해 대체되어 버린 아메리카 원주민 언어들의 경우가 여기에 해당한다.
이렇게 대체되는 경우 말고도 빠른 언어변이로 말미암아 결국 다른 언어가 되어서 이전의 언어가 사어가 되는 경우가 있다. 오늘날 로망스어군의 언어들은 라틴어에서 기원하였으나 언어변이로 각기 개별언어가 되면서 라틴어는 사어가 되었다. 산스크리트어나 고대 영어 등도 이 경우에 해당한다.
일부 특수한 경우에 이렇게 사멸된 언어가 과학, 법, 종교 등의 분야에서 계속해서 남아 있는 경우가 있다. 산스크리트어나 라틴어, 고대 교회 슬라브어, 아베스타어 등이 이러한 경우에 해당한다. 또한, 개별 언어로서는 사어이나 라틴어, 산스크리트어처럼 일찍이 문어체계를 세우고 문화적 영향을 크게 미친 경우는 차용어로 직계 언어나 다른 언어에 큰 영향을 미친다. 기록에 남지 않은 언어들도 다른 언어에 단어수준에서는 흔적을 남긴다.

## 사어가 된 단어
한 언어 내에 존재하는 여러 낱말들은 시간이 흐름에 따라 사용 빈도가 늘기도 하고 줄기도 한다. 특히 과거에 비해 사용 빈도가 현저히 줄어 거의 사용되지 않는 낱말을 가리켜 사어라고 한다. 폐어(廢語)라고도 한다.

### 한국어의 사어
한국어에서 사어가 된 낱말은 뫼(山), 온(100), 즈믄(1000) 등이 있다.

## 같이 보기
- 소멸위기언어